# Synophis calamitus
Synophis calamitus là một loài rắn trong họ Rắn nước. Loài này được Hillis mô tả khoa học đầu tiên năm 1990.